# Olle Lindvall
Olle Lindvall, född 1946, är en svensk läkare och forskare inom neurologi.
Lindvall disputerade 1974 vid Lunds universitet.. Han är verksam som professor i neurologi vid Wallenberg Neurocentrum vid Skånes universitetssjukhus.
Ett av hans forskningsområden har gällt transplantation av dopamin-nervceller till personer som har Parkinsons sjukdom. Ett annat område är nybildning av nervceller hos personer som har epilepsi eller stroke.
Lindvall invaldes 2008 som ledamot av Kungliga Vetenskapsakademien.